# Falciot (automòbil)
Falciot fou una marca catalana d'automòbils de competició, fabricats per Josep Teixidó entre 1979 i 1984 a Badalona, Barcelonès. Es tractava d'uns monoplaces dissenyats específicament per a les curses de Fórmula 1430 (anomenada Fórmula Nacional els darrers anys) i en la seva producció s'hi empraren tècniques i dissenys moderns.
Els Falciot, equipats amb xassís monocasc, competiren durant quatre temporades a la Fórmula Nacional (de 1981 a 1984), pilotats per Federico Van der Hoeven, Joan Miquel Molons i Juan Pedro Borreguero (qui assolí tres terceres posicions al campionat de 1982). El model, però, no va poder seguir essent desenvolupat i en acabar el campionat de Fórmula Nacional el 1984, el projecte fou cancel·lat definitivament.